# Megastar
Megastar a fost un concurs în care diverși concurenți din regiuni diferite ale României interpretează melodii deja existente. Acesta s-a difuzat pe postul privat de televiziune Prima TV și a fost prezentat de Andreea Raicu.

## Juriul emisiunii

### Juriul primului sezon
Juriul primului sezon a fost format din 4 membri:
- CRBL
- Virgil Ianțu
- Aura Urziceanu
- Adrian Despot

### Juriul celui de-al doilea sezon
Juriul celui de-al doilea sezon a fost format tot din 4 membri:
- Răzvan Mazilu
- Virgil Ianțu
- Aura Urziceanu
- Adrian Despot

### Juriul celui de-al treilea sezon
Juriul prezent la preselecții a fost format din Crina Mardare și Virgil Ianțu.
Juriul care notează în timpul concursului este format din:
- Răzvan Mazilu
- Virgil Ianțu
- Aura Urziceanu
- Adrian Despot

## Premiu

### Premiul în primele două sezoane
Premiul pentru câștigător constă într-un contract cu renumita casă de discuri Universal Music România și un salariu lunar de 1500 de euro din partea Prima TV timp de un an de zile.

### Premiul în sezonul al treilea
Premiul pentru trupa câștigătoare constă într-un contract cu Universal Music Romania și 60000 de euro din partea Prima TV.

## Mecanismul concursului

### Primul sezon

#### Semifinalele
În fiecare săptămână, sunt votați câte 8 concurenți din aceeași regiune a țării. Concurentul care acumulează cele mai multe voturi merge direct în faza finală a concursului. Dintre ceilalți 7, juriul alege încă doi concurenți cărora le mai dă o șansă. După ce din toate cele 8 regiuni se alege câte un finalist, au loc 2 episoade speciale în care se întrec concurenții anterior „salvați” de juriu, concurenții fiind împărțiți în mod egal. În fiecare episod special, cei 2 concurenți care acumulează numărul cel mai mare de voturi din partea publicului trec și ei în faza finală a concursului. În total se obțin 12 finaliști.

#### Finalele
În prima finală, cei 3 concurenți care acumulează numărul cel mai mic de voturi trec în culise, în timp ce ceilalți concurenți votează pe care dintre ei să-l salveze de la eliminarea din concurs. În caz de egalitate, se folosesc voturile publicului. Concurentul salvat merge mai departe în concurs. Ceilalți doi concurenți rămași se duelează la interval de o săptămână de la această „sentință”. După ce concurenții care merg mai departe în concurs își interpretează piesele, are loc duelul. Duelul constă în interpretarea în duet a unei piese, după care liniile de vot se închid. Concurentul care acumulează cel mai mic număr de voturi părăsește competiția. Concurentul care a câștigat duelul interpretează singur o melodie, pentru care va fi votat, după care se deschid liniile de vot pentru concurenții rămași în competiție. Din nou, cei 3 concurenți care obțin cel mai mic număr de voturi își așteaptă „salvarea” de la ceilalți. Mecanismul se repetă până în finala numărul 9, când concurenții aflați în duelul anunțat cu o săptămână înainte își interpretează melodia. Concurentul care acumulează cel mai mic număr de voturi părăsește competiția. De acum înainte, dintre concurenții rămași în concurs, cel care obține cel mai mic număr de voturi din partea telespectatorilor părăsește direct concursul. În fine, în marea finală ajung doar doi finaliști. Cel care obține cel mai mare număr de voturi câștigă concursul și își primește premiul.

### Al doilea sezon

#### Semifinalele
În fiecare săptămână, sunt votați câte 10 concurenți din aceeași regiune a țării. Concurentul care acumulează cele mai multe voturi merge direct în faza finală a concursului. Dintre ceilalți 9, juriul alege încă trei concurenți cărora le mai acordă o șansă. După ce din toate cele 6 regiuni se alege câte un finalist, au loc 3 episoade speciale în care se întrec concurenții anterior „salvați” de juriu, concurenții fiind împărțiți în mod egal. În fiecare episod special, cei 2 concurenți care acumulează numărul cel mai mare de voturi din partea publicului trec și ei în faza finală a concursului. În total se obțin 12 finaliști.

#### Finalele
În fiecare săptămână, cei 2 concurenți care acumulează numărul cel mai mic de voturi trec în culise, în timp ce ceilalți concurenți votează pe care dintre ei să-l salveze de la eliminarea din concurs. În caz de egalitate, părerea concurentului care a acumulat cel mai mare număr de voturi de la public se consideră nulă. Concurentul salvat merge mai departe în concurs. Celălalt este eliminat și interpretează la sfârșit din nou piesa cu care a concurat în seara respectivă. Mecanismul se repetă până în finala numărul 8, în urma căreia vor rămâne 4 concurenți. Din finala 9, cel care obține cel mai mic număr de voturi din partea telespectatorilor părăsește direct concursul. În fine, în marea finală ajung doar doi finaliști. Cel care obține cel mai mare număr de voturi câștigă concursul și își primește premiul.

### Al treilea sezon
În al treilea sezon Megastar, concurenții nu participă individual, ci în grupuri vocale. Și concurenții din sezoanele 1 și 2 pot participa.
În concurs intră 8 grupuri a câte 3 sau 4 persoane, iar, începând din ediția a doua, publicul telespectator are posibilitatea de a le vota. Cele două trupe care au acumulat cele mai puține voturi intră la duel, ceea ce înseamnă că fiecare trupă trebuie să interpreteze separat aceeași piesă, desemnată de juriu, acapella sau acompaniată de pian. Juriul decide care trupă rămâne în concurs. Începând din ediția a șaptea, trupa cu cele mai puține voturi este eliminată.

## Desfășurarea primului sezon

### Semifinalele
Dintre cei 58 de concurenți, numai 12 au ajuns în cele 11 finale:

Banat: Brigitta Szebenyi, Kamelia Hora, Mara Vlad, Anita Kovacs
Oltenia: Claudiu Mirea, Deea Ioncea
Ardeal: Andreea Crepcia
Dobrogea: Cristina Bondoc
Muntenia: Cosmin Sitoiu
Moldova: Cătălin Josan
București: Alexa Niculae, Ana Odagiu
Între timp, Cosmin a renunțat la participarea la acest concurs. În locul lui a participat semifinalista Laura Roșca (Ardeal).

### Finalele
- Prima finală: S-au interpretat melodii care au avut succes de-a lungul timpului la concursul Eurovision. Mulți concurenți au obținut linii de note de 10 de la juriu. În urma voturilor telespectatorilor, Laura și Kamelia se vor duela după o săptămână.
- A doua finală: S-au cântat hituri ale secolului 21. Cristina a fost singura care a obținut o linie de note de 10 de la juriu. Kamelia a câștigat duelul cu Laura. Ana și Brigitta au intrat la duel.
- A treia finală: Concurenții au interpretat melodii în stilul disco. Brigitta a câștigat duelul cu Ana. Conform voturilor, Andreea și Cătălin au fost ultimii în preferințele telespectatorilor. Ei se vor duela după o săptămână. Virgil Ianțu s-a ofticat din cauza rezultatelor voturilor.
- A patra finală: Andreea și Cătălin au interpretat un duel magnific. Echipa de producție a decis ca ambii dueliști să meargă mai departe în concurs. Juriul le-a acordat amândurora note maxime. Consecință: În următoarea ediție, vor avea loc două dueluri (ultimii 4 concurenți în preferințele telespectatorilor, 2 câte 2). Deci s-a făcut excepție de la regulile concursului. Concurenții calificați direct în finala următoare nu au mai trebuit să „salveze” pe nimeni de data aceasta. Cele 4 concurente care se vor duela sunt: Alexa, Mara, Cristina și Deea.
- A cincea finală: S-au cântat melodii ale unor artiști consacrați ai secolului 20, cum ar fi Maria Tănase sau Aurelian Andreescu, remixate după moda actuală. Alexa a câștigat duelul cu Mara, iar Cristina a câștigat duelul cu Deea. În urma voturilor telespectatorilor, Cristina se va duela din nou, de data aceasta cu Anita.
- A șasea finală: S-au interpretat melodii în stilul latino. Anita a câștigat duelul cu Cristina. Membrii juriului consideră că acest lucru nu este drept. Brigitta și Kamelia se vor duela săptămâna următoare.
- A șaptea finală: Seara a fost plină de musicaluri. Brigitta a câștigat duelul cu Kamelia. Data viitoare se vor duela Anita și Claudiu.
- A opta finală: Concurenții au cântat în duet cu artiști români. Claudiu a câștigat duelul cu Anita. În concurs au rămas numai 5 finaliști: Alexa, Andreea, Brigitta, Cătălin și Claudiu. Telespectatorii au decis ca Brigitta să se dueleze cu Cătălin.
- A noua finală: Cătălin a câștigat duelul cu Brigitta. Claudiu a părăsit competiția.
- A zecea finală: Concurenții au interpretat câte 3 piese fiecare. Deși pentru una dintre cele trei piese interpretate de Alexa, ea a obținut numai note de 10 de la juriu, aceasta a acumulat cele mai puține voturi și a fost eliminată din concurs.
- A unsprezecea finală (marea finală): În ultimul episod al concursului s-au întrecut Andreea și Cătălin. Cătălin a obținut o linie de 10 de la juriu. El este și fericitul câștigător al concursului.

## Desfășurarea celui de al doilea sezon

### Semifinalele
Dintre 60 de concurenți, numai 12 au mers mai departe.
Muntenia și Dobrogea: Oana Pușcatu, Cosmin Arsene
Oltenia: Octavian Mircea
Moldova: Mihai Popistașu, Alexandra Crăescu, Dumitru Postolachi
Ardeal: Cristina Sălăteanu
Banat: Adrian Mocan, Larisa Ciortan, Andrei Găluț, Maria Hojda
București: Daria Lupescu
Adrian a încălcat regulile concursului și a fost descalificat. A fost înlocuit de semifinalistul Florin Iordache(București).

### Finalele
- Prima finală: Tema primei finale a fost New York Night. Pe ultimele locuri s-au clasat Cristina și Mihai. Cristina este prima concurentă care a părăsit competiția.
- A doua finală: Pentru că ediția s-a desfășurat pe data de 8 martie, s-a cântat despre iubire. Pe ultimele locuri s-au clasat Daria și Cosmin. Daria a părăsit concursul.
- A treia finală: Tema serii a fost stilul disco. Pe ultimele locuri s-au clasat Mihai și Cosmin. Cosmin a fost eliminat.
- A patra finală: Concurenții au cântat piese românești. Pe ultimele locuri s-au clasat Alexandra și Mihai. Alexandra a fost votată în unanimitate. Deci Mihai a fost eliminat.
- A cincea finală: În această finală s-au interpretat piese de pe coloanele sonore ale filmelor. Octavian a luat aproape cele mai mici note din partea juriului, dar a obținut cel mai mare număr de voturi. Eliminați au fost cei care au cântat cel mai bine în această seară: Alexandra și Dumitru. A fost o decizie foarte grea pentru ceilalți concurenți alegerea unuia dintre cei eliminați, dar Alexandra a fost din nou votată în unanimitate. Dumitru a fost eliminat.
- A șasea finală: Concurenții au cântat în duet cu artiști români. Eliminați au fost Octavian, care nu a avut o seară bună și nu și-a ales bine piesa, și Larisa, care a avut rezultate mai bune decât de obicei. Concurenta eliminată a fost Larisa.
- A șaptea finală: Concurenții au cântat în ritmuri americane. Andrei a luat cele mai mici note de la juriu, dar a obținut cel mai mare număr de voturi. Eliminate au fost Alexandra și Maria. Maria a fost eliminată.
- A opta finală: S-au cântat melodii ale artiștilor Laura Stoica, Dan Spătaru și Gică Petrescu. Pe ultimele locuri s-au clasat Alexandra și Octavian. Plictisindu-se de salvarea repetată a Alexandrei, Florin, Andrei și Oana l-au votat în unanimitate pe Octavian, deci Alexandra a fost eliminată.
- A noua finală: Timp de 3 săptămâni, telespectatorii au avut posibilitatea de a alege prin vot câte o piesă din două pentru fiecare concurent, alese de aceștia. Florin, Andrei, Oana și Octavian au interpretat piesele alese de public și încă una propusă de juriu pentru fiecare. La final, voturile au reflectat notele juriului, deci Florin a ieșit pe primul loc, Andrei pe al doilea, Oana pe al treilea, iar Octavian a fost eliminat.
- A zecea finală: Finaliștii au interpretat câte o piesă din repertoriul idolilor lor, trei duete (fiind 3 concurenți s-au putut face trei perechi) și piesa lor favorită din cele pe care le-au mai interpretat la Megastar. Oana a obținut cele mai puține voturi, deci a fost eliminată.
- A unsprezecea finală (marea finală): Pentru locul I s-au luptat Andrei și Florin. Cei doi au interpretat, separat, câte o piesă nouă la alegere, o piesă propusă de Universal, o piesă românească, și împreună, două duete. S-au strâns peste 2000 de persoane în fața primăriei din Arad, pentru a-l susține pe Andrei, și în Club Maxx din București, pentru a-l susține pe Florin. Cei 10 finaliști eliminați s-au împărțit între aceste două locații. Andrei a câștigat concursul cu majoritate de voturi în fața lui Florin.
- După marea finală: Universal a semnat un contract și cu Florin, adoptând și el titlul de Megastar.

### Câștigător
Andrei Găluț (n. 2 august 1984, orașul Arad) este un cântăreț român, câștigătorul concursului Megastar din sezonul al 2-lea (2007-2008).

#### Participarea la concursul Megastar

##### Melodii interpretate
| Ediția                   | Melodia interpretată    | Artistul original     | Tema (dacă a existat)                                  | Rezultatul                      | Legătură vizionare |
| ------------------------ | ----------------------- | --------------------- | ------------------------------------------------------ | ------------------------------- | ------------------ |
| Calificări - Etapa Banat | "The reason"            | Hoobastank            | -                                                      | Calificat în finale             |                    |
| Finala 1                 | "Beyond the sea"        | Charles Trenet        | New York                                               | Calificat (în următoarea etapă) |                    |
| Finala 2                 | "Here without you"      | 3 Doors Dow           | Ediție specială de ziua mamei                          | Calificat                       |                    |
| Finala 3                 | "Get out of my dreams"  | Billy Ocean           | Disco                                                  | Calificat                       |                    |
| Finala 4                 | "Prea sus"              | Taxi                  | Melodii românești                                      | Calificat                       |                    |
| Finala 5                 | "I'll be there for you" | The Rembrands         | Coloane sonore                                         | Calificat                       |                    |
| Finala 6                 | "Langa mine"            | Nicola                | Duet cu un artist român                                | Calificat                       |                    |
| Finala 7                 | "Love"                  | Nat King Cole         | American Rhythm                                        | Calificat                       |                    |
| Finala 8                 | "Tu, eu si-o umbrela"   | Dan Spataru           | Tribut pentru Gică Petrescu, Dan Spătaru, Laura Stoica | Calificat                       |                    |
| Finala 9                 | "Dream catch me"        | Newton Faulkner       | Piesa aleasă de juriu                                  | Calificat                       |                    |
| Finala 9                 | "Unforgiven II"         | Metallica             | Piesa aleasă de public                                 | Calificat                       |                    |
| Finala 10                | "It's not over"         | CHRIS DAUGHTRY        | Piesă nouă                                             | Calificat                       |                    |
| Finala 10                | "Everything Burns"      | Anastacia & Ben Moody | Duet cu Oana Pușcatu                                   | Calificat                       |                    |
| Finala 10                | "Summer of 69"          | Bryan Adam            | Duet cu Florin                                         | Calificat                       |                    |
| Finala 10                | "Prea sus"              | Taxi                  | Melodie interpretată de-a lungul concursului           | Calificat                       |                    |
| Marea Finala             | "Wonderwall"            | Oasis                 |                                                        | Castigator Megastar             |                    |
| Marea Finala             | "Johnny b good"         | Chuck Berry           | Duet cu Florin                                         | Castigator Megastar             |                    |
| Marea Finala             | "Stop and stare"        | One Republic          |                                                        | Castigator Megastar             |                    |
| Marea Finala             | "All for love"          | Bryan Adams           | Duet cu Florin                                         | Castigator Megastar             |                    |
| Marea Finala             | "Epilog"                | Vama Veche            |                                                        |                                 |                    |

## Desfășurarea celui de-al treilea sezon

### Preselecții
De data aceasta, preselecțiile au avut loc numai la București.
Inițial, s-a intenționat să se formeze 8 trupe a câte 4 concurenți, însă 5 dintre aceștia nu au reușit să-și găsească locul în cadrul lor, părăsind competiția înaintea primei ediții.
Astfel, au rămas 27 de concurenți, iar fiecare trupă a primit un indicativ folosit de telespectatori pentru a vota, de forma MS X, unde X este o cifră de la 1 la 8. Componența trupelor este următoarea:
- MS 1 - Cristina Sălăteanu, Daria Lupescu, Nicolae (Nick) Stoican
- MS 2 - Aida Bălăceanu, Alexandra Todoruț, Brigitta Balogh, Lorena Crai
- MS 3 - Ioana (Jo) Sihota, Laura Roșca, Raluca Nistor
- MS 4 - Amir Arafat, Claudiu Mirea, Mihai Popistașu
- MS 5 - Brigitta Szebenyi, Andreea (Deea) Ioncea, Loredana Cavasdan, Mihaela Sotrocan
- MS 6 - Bogdan Olaru, Cristina Bondoc, Oana Brutaru, Paula Ghivirigă
- MS 7 - Alex Mica, Dan (Andi) Grasu, Răzvan Ștef
- MS 8 - Elena Munteanu, Mara Vlad, Elena Postolea

### Etape televizate

#### Prima etapă
Prima ediție Megastar 3 a fost dedicată prezentării trupelor și nu votului spectatorilor. Tema serii au fost hiturile de după 2000.
| Trupa | Piesa           | Interpret original        | Note   | Note  | Note      | Note   | Note  |
| Trupa | Piesa           | Interpret original        | Mazilu | Ianțu | Urziceanu | Despot | Total |
| ----- | --------------- | ------------------------- | ------ | ----- | --------- | ------ | ----- |
| MS 3  | Free your mind  | En Vogue                  | 10     | 9     | 9         | 10     | 38    |
| MS 6  | Mas que nada    | Black Eyed Peas           | 7      | 8     | 8         | 9      | 32    |
| MS 2  | Superstar       | Jamelia                   | 7      | 6     | 8         | 8      | 29    |
| MS 1  | Wait a minute   | Pussycat Dolls, Timbaland | 8      | 1     | 7         | 3      | 19    |
| MS 4  | Something right | Westlife                  | 10     | 9     | 10        | 10     | 39    |
| MS 8  | Walk this way   | Girls Aloud, Sugababes    | 8      | 8     | 8         | 8      | 32    |
| MS 7  | Rise and fall   | Daniel Craig              | 10     | 9     | 9         | 10     | 38    |
| MS 5  | Leave me alone  | Pink                      | 10     | 9     | 10        | 10     | 39    |

#### A doua etapă
În cea de a doua ediție s-au cântat melodii românești.
| Trupa | Piesa                | Interpret original   | Note   | Note  | Note      | Note   | Note  | Voturi |
| Trupa | Piesa                | Interpret original   | Mazilu | Ianțu | Urziceanu | Despot | Total | Voturi |
| ----- | -------------------- | -------------------- | ------ | ----- | --------- | ------ | ----- | ------ |
| MS 5  | A, dui, doina        | Class                | 9      | 9     | 9         | 8      | 35    | 18,85% |
| MS 7  | Dac-ai ști           | Direcția 5           | 9      | 7     | 9         | 8      | 33    | 13,58% |
| MS 8  | Un lucru să-mi dai   | Andra                | 6      | 7     | 8         | 8      | 29    | 7,03%  |
| MS 2  | Ani de liceu         | TNT                  | 6      | 5     | 7         | 6      | 24    | 15,67% |
| MS 6  | Nu pot să mai suport | Nico, Cabron         | 7      | 7     | 8         | 9      | 31    | 5,82%  |
| MS 1  | Când sunt cu tine    | Mandinga, Alex Velea | 9      | 7     | 9         | 7      | 32    | 18,35% |
| MS 4  | Preocupat cu gura ta | Smiley               | 10     | 8     | 8         | 7      | 33    | 13,04% |
| MS 3  | Banii vorbesc        | Holograf             | 10     | 10    | 10        | 9      | 39    | 7,67%  |

Trupele MS 6 și MS 8 au intrat la duel și au interpretat piesa Have you ever seen the rain a trupei Boney M. Juriul a considerat că grupul MS 6 a meritat să meargă mai departe în competiție.

#### A treia etapă
A treia ediție Megastar 3 a fost dedicată stilului disco. Laura (MS 3) și-a rupt piciorul cu 4 ore înainte de emisiune.
| Trupa | Piesa                    | Interpret original   | Note   | Note  | Note      | Note   | Note  | Voturi |
| Trupa | Piesa                    | Interpret original   | Mazilu | Ianțu | Urziceanu | Despot | Total | Voturi |
| ----- | ------------------------ | -------------------- | ------ | ----- | --------- | ------ | ----- | ------ |
| MS 4  | September                | Earth, Wind and Fire | 9      | 9     | 9         | 8      | 35    | 20,02% |
| MS 2  | That's the way I like it | Harry Wayne Casey    | 7      | 7     | 8         | 7      | 29    | 10,14% |
| MS 3  | Stayin' alive            | Bee Gees             | 9      | 8     | 10        | 9      | 36    | 11,56% |
| MS 1  | Y.M.C.A.                 | Village People       | 9      | 7     | 8         | 7      | 31    | 21,32% |
| MS 5  | We are family            | Sister Sledge        | 10     | 9     | 9         | 10     | 38    | 15,85% |
| MS 7  | Tragedy                  | Bee Gees             | 9      | 8     | 9         | 9      | 35    | 12,24% |
| MS 6  | Money, money, money      | ABBA                 | 8      | 8     | 9         | 8      | 33    | 8,86%  |

La duel au ajuns grupurile vocale MS 2 și MS 6, interpretând melodia She loves you a trupei Beatles. Și de data asta MS 6 a trecut cu bine peste momentul duelului.